# Giovanni Perrone
Giovanni Perrone, född 11 mars 1794, död 26 augusti 1876, var en italiensk teolog.
Perrone blev jesuit 1815 och professor vid Collegium romanum i Rom 1823. Han blev en av ledarna för det katolska så kallade nyskolastiska teologin, som mot modernare riktningar hävdat den medeltida teologins traditioner.